# واله د سن خوان
واله د سن خوان (انگلیسی: Valle de San Juan) یک منطقه مسکونی در کلمبیا است. 